# 祁安路站
祁安路站是上海轨道交通15号线的一個車站，位於中華人民共和國上海市普陀區連亮路與祁安路交叉口，共有4個出入口，於2021年1月23日正式啟用。

## 车站结构
| 地面层   | 出入口             | 1-4出入口                        |  |  |
| 地下一层 | 站厅               | 票务服务、自动售票机、人工服务台 |  |  |
| 地下二层 | ②站台              | █ 15号线 往顾村公园（南大路）    |  |  |
|          | 岛式站台，左侧开门 |                                  |  |  |
|          | ①站台              | █ 15号线 往紫竹高新区（古浪路）  |  |  |

## 車站出口
|                                       |                |      |  |
| 出口编号                              | 建议前往目的地 | 照片 |  |
| 1出口 · 出口 · 上海地铁无障碍电梯标志 | 祁安路 连亮路  |      |  |
| 2出口 · 出口                          | 祁安路 连亮路  |      |  |
| 3出口 · 出口                          | 连亮路         |      |  |
| · （暂未开通）                        | 连亮路         |      |  |
| 注： 设有                             |                |      |  |

## 事故

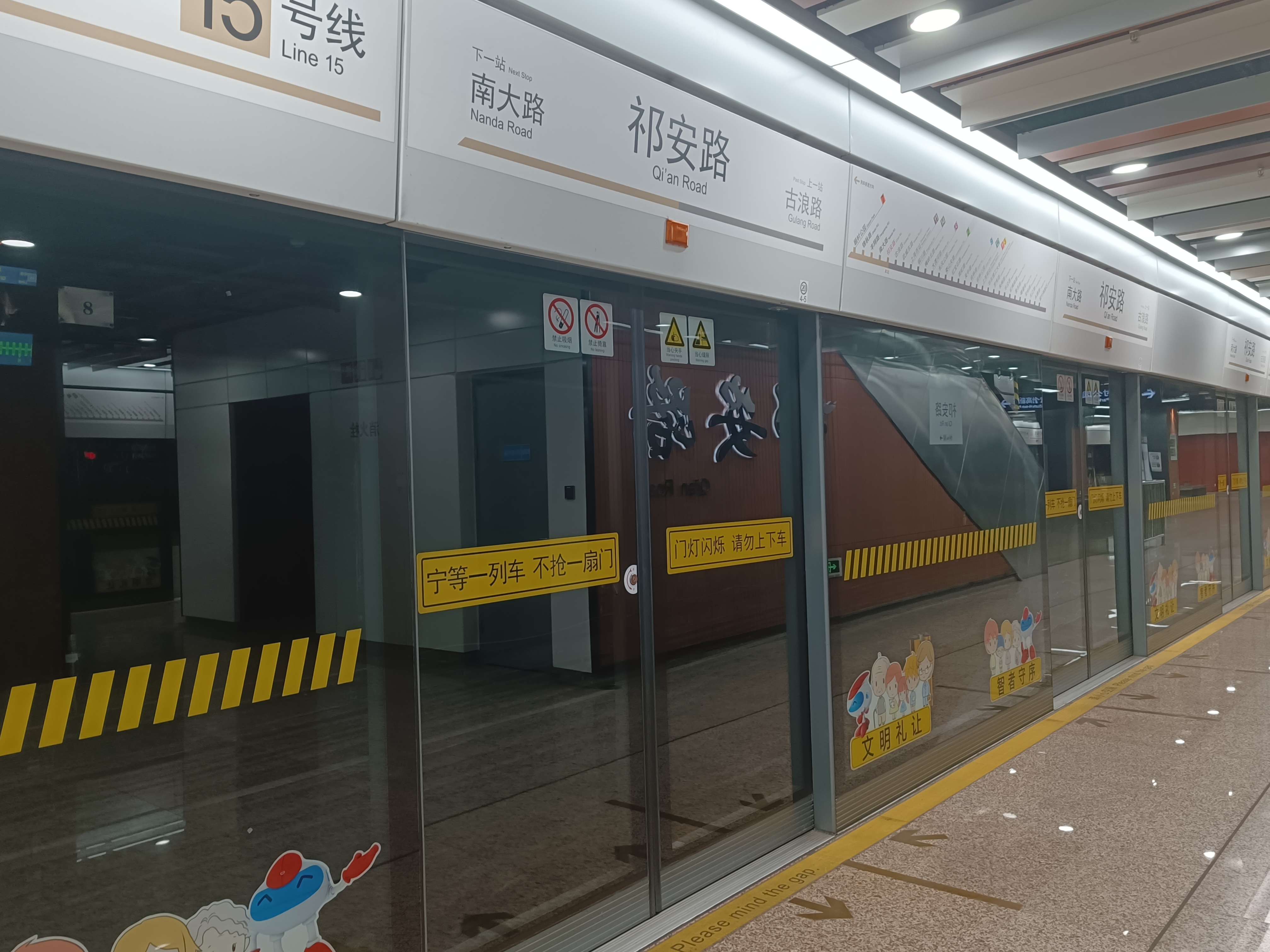
事故发生的屏蔽门（2022年10月）

2022年1月22日下午4点半左右，一名年长的女乘客在祁安路站列车门灯闪烁时下车，被屏蔽门夹住。一名车站工作人员上前帮助其脱困时，按照惯例将屏蔽门调成隔离切除模式，打算手动开门解救，但没有按下站内的急停按钮，因此屏蔽门忽略防夹检测规则，给予无人驾驶列车错误的异常解除信号，使得该列车仍按原计划启动，导致被困乘客被拖入屏蔽门与列车间的空隙中。列车运行一段距离后，被困乘客将应急屏蔽门挤开才将列车逼停。该乘客获救后被送往医院抢救，但仍不治身亡。地铁方面表示，有关部门已介入调查。中华人民共和国交通运输部1月26日印发《关于“1·22”上海地铁乘客伤亡等事故事件的警示通报》，就该事故以及此前重庆、青岛地铁的运营事故，要求深刻汲取教训，强化运营安全管理，确保人民群众生命财产安全。